# Primo Piovesan
Primo Piovesan (Alessandria, 27 settembre 1891 – Vicenza, 31 luglio 1945) è stato uno scrittore, attore teatrale e giornalista italiano.
Iniziò a calcare il palcoscenico da ragazzo e fin da giovane espresse talento e iniziativa come scrittore di commedie, monologhi, scherzi comici.

## Biografia

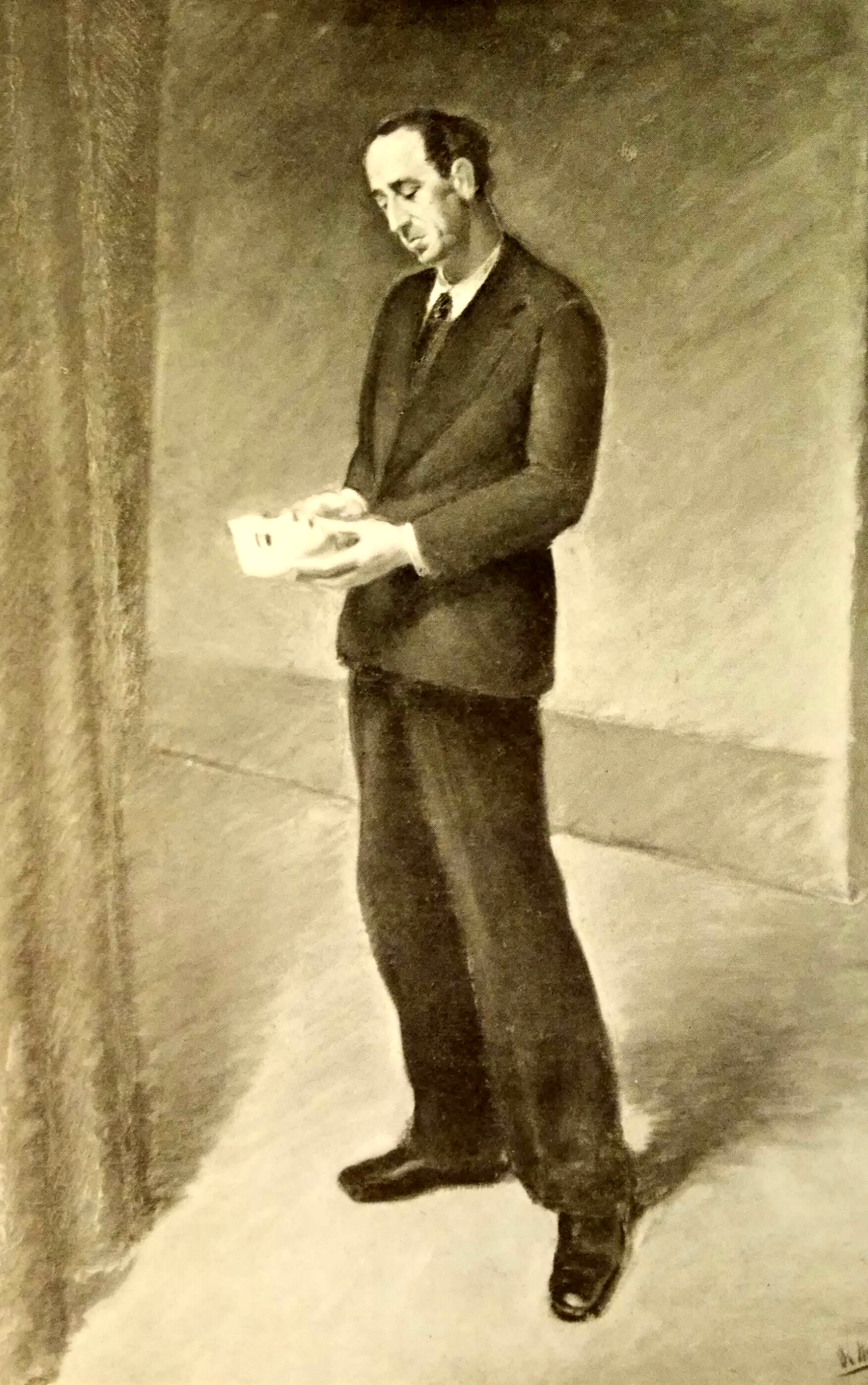
Ritratto di Primo Piovesan, dal dipinto di Otello De Maria (proprietà di Luciano Piovesan)

Nato ad Alessandria dalla friulana Domenica Pellegrini e dal sergente trevigiano Primo Piovesan (da cui ereditò il nome), dopo la prematura morte della madre, all'età di dieci anni si trasferì con la famiglia (nel frattempo ampliata con l'arrivo del fratello Secondo e della sorella Giuseppina) dapprima a Brescia e successivamente, appena un anno dopo, a Vicenza. Primo e Secondo furono accolti all'oratorio dei Servi, dove il cappellano, don Giuseppe Stocchiero fece loro scoprire la filodrammatica all'interno della compagnia Utile Dulci, fondata dallo stesso.
Primo affina le sue doti di interprete teatrale e a diciotto anni i commenti giornalistici cominciano a segnalare il nostro "nell'interpretazione squisita delle macchiette buffe e brillanti".
Alla fine del 1911 Piovesan si trasferisce a Verona per il servizio militare, ma data la sua versatilità, viene assegnato al Corpo dei musicanti della Caserma di Fanteria. In quegli anni continua a recitare nei principali teatri scaligeri, il Pellico e il Ristori, inserendo i suoi monologhi al termine delle opere in cartello e riscuotendo enorme successo.
La sua carriera prosegue su due binari: quello del teatro e quello del giornalismo. Durante la prima guerra mondiale - Primo è assegnato ai servizi distrettuali per una malformazione al palato ritenuta deficitaria - emerge la sua figura all'interno della Casa del Soldato, istituita a Vicenza prima che in altre città d'Italia. Al tempo stesso recita per i soldati al fronte. Nel 1917, dopo qualche suo articolo ritenuto all'altezza, viene assunto dalla Gazzetta di Venezia come corrispondente da Vicenza. Il giornalismo diventerà la sua nuova professione.
Nel 1919 sposa Carlotta Ines Albi, attrice veronese conosciuta durante una tournée teatrale un paio d'anni prima. Nel 1920 sceglie la strada da professionista nell'ambito teatrale debuttando con la compagnia Serenissima di Bologna. Appena l'anno seguente, nel 1921, Primo e alcuni amici, tra cui Gianfranco Giachetti e Cesco Baseggio, decidono di staccarsi dalla Serenissima per formare la nuova compagnia Ars Veneta che diventerà successivamente Compagnia Drammatica Italiana del Teatro Veneto.
Nel frattempo Piovesan è diventato anche autore: dal 1920 al 1930 sono molteplici le pubblicazioni di opere sue (commedie, monologhi, scherzi comici) e la collaborazione con altri commediografi del tempo (Giachetti, Ambrosi...) è molto prolifica. Nonostante il successo, non solo in Veneto ma in tutta Italia, sia evidente con commedie dello spessore di Santità, Primo deve riavvicinarsi con costanza al giornalismo per sopperire alle carenze economiche dovute agli scarsi introiti dei diritti d'autore. Nel frattempo ha infatti accresciuto la famiglia con l'arrivo dei figli Domenico (1920), Graziella (1927) e Luciano (1930). Scrive per Il Giornale di Vicenza (trasformata ne La Vedetta Fascista durante il periodo di regime), Il Gazzettino, Il Resto del Carlino, La Sera, L'Ambrosiano.
Tormentata la sua vita durante la seconda guerra mondiale: dapprima ben visto dal partito fascista, presto si dimostra non troppo accondiscendente trascurando nei suoi articoli i dettami del regime. Costretto a sfollare la famiglia a Marostica, fu arrestato una prima volta nel 1942 e poi, l'8 settembre 1943 costretto ad esiliare fuori Vicenza per sfuggire alle ritorsioni fasciste per alcune sue parole scritte su Il Gazzettino. Cambiò spesso residenza, tra Breganze, Rovigo, Padova e Noale. Quando il pericolo fu minore, alla fine del 1944 tornò a collaborare col Gazzettino.
Nel frattempo però un tumore al rene e alla vescica lo portarono verso un lento declino fisico. Morì il 31 luglio 1945.

### Il percorso teatrale prima della guerra 1915-1918

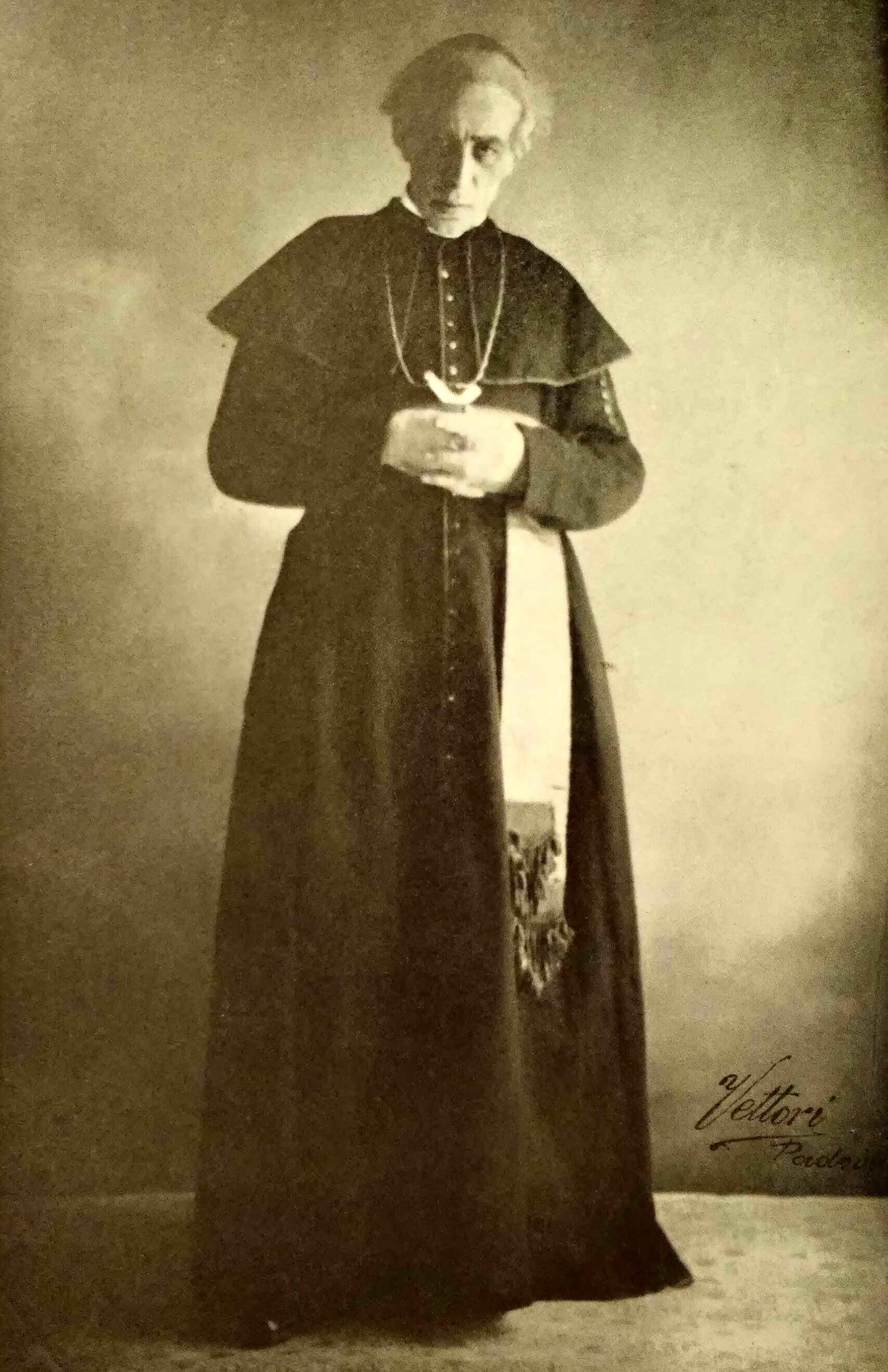
Primo in Santità, commedia in tre atti scritta dallo stesso Piovesan

Primo inizia la sua attività teatrale fin da giovanissima età. Nel 1902, a undici anni, appena arrivato a Vicenza con la famiglia (orfana di madre) conobbe la Utile Dulci fondata da don Giuseppe Stocchiero. Col fratello Secondo, Guido Baron, Ermenegildo Magrin e altri amici proseguì un percorso che portò la Utile Dulci a classificarsi al quinto posto nel Concorso Nazionale di Alba (1908) interpretando Il Piccolo Parigino di A. Berton. Nel 1910 la compagnia affronta un testo impegnativo di Primo Cesare Ambrosi: Parva Favilla. È da quel momento che Ambrosi e lo stesso Piovesan diventano amici.
Nel 1911 Primo si trasferisce a Verona per il servizio militare e in quel periodo si farà notare nelle compagnie del Teatro Ristori e Pellico. Qui propone i suoi primi monologhi: Un invito a pranzo, Un marito moderno, Do ciacole col lustrascarpe. Nel 1912 recita Il Capocomico Tromboni al teatro Leone XIII di Vicenza e nel 1913 è Lunardo ne I Rusteghi di Goldoni. Nel 1914 si ricordano le sue interpretazioni con la Utile Dulci in Dio Ignoto di G.Ellero, Lacune del prossimo di M.Bernardi e La morsa di Ambrosi.

### La prima guerra mondiale
Riconosciuto e lodato capocomico della Utile Dulci, in periodo di guerra (1915-1918), assegnato ai servizi distrettuali, si adopera ne La Casa del Soldato. A vantaggio delle truppe di ritorno dal fronte, o per raccogliere fondi per la Croce Rossa, o per allietare gli alleati francesi di stanza a Vicenza propone diverse commedie. Si ricordano, tra gli altri: Il proclama di Francesco Giuseppe (finissima satira – 1915); El campanar de Avesa (di Berto Barbarani- 1915) al Teatro Eretenio; Il buon pastore (di Cesare Ambrosi – 1915). Propone inoltre monologhi in serate di beneficenza a Cavazzale, Vigardolo, Cittadella, Caldogno. La sua fama cresce e con lui gli spazi che gli vengono dedicati. Il giorno 1 ottobre 1915 al Teatro Eretenio allestisce completamente da solo Papà Coccarda, opera di tema storico e patriottico del giornalista Giovanni Cenzato. Tra il 1916 e il 1917 sono intense le apparizioni di Piovesan, suddivise tra Casa del Soldato, Teatro Eretenio (propone Il maresciallo Lepinée, una versione riveduta de Il piccolo parigino - 1917) e recite sul fronte di guerra. Dopo le rappresentazioni a Cassier e Monastier, portate a termine sotto il bombardamento nemico, il giornalista Arrigo Pozzi commenterà l'eroismo di Piovesan scrivendo un pezzo su L'Italia di Milano (trasmesso anche a L'Arena di Verona), definendolo "borghese di fegato e imprevidente". Attilio Frescura dedicherà all'episodio una spassosa pagina nel suo libro Diario di un imboscato.

### Primo giornalista
Piovesan inizia la sua professione giornalistica nel marzo 1917 quando la Gazzetta di Venezia lo annuncia come nuovo corrispondente dalla redazione di Vicenza. Si rivelò presto una penna attenta e, un anno dopo, alla fine dei conflitti, Giuseppe De Mori lo volle fra i suoi collaboratori ne Il Corriere Vicentino. Forte della sua prima esperienza, nel febbraio 1919 tenta la pubblicazione di un suo giornale, Il Fabioco, settimanale di satira politica e costume avvalendosi della collaborazione di elementi quali Osvaldo Parise, Attilio Frescura e del musicista Checo Elsi. L'esperienza durò appena un anno: nel 1920, per motivi economici, Il Fabioco chiuse.
Senza mai abbandonare il teatro continuò comunque la sua attività di giornalista collaborando con La Sera e L'Ambrosiano di Milano, Il Giornale di Vicenza, Il Resto del Carlino di Bologna, Il Gazzettino di Venezia. Appassionato di calcio, scrisse numerosi articoli narranti le gesta della prima squadra del Vicenza.

### Il percorso teatrale tra le due guerre

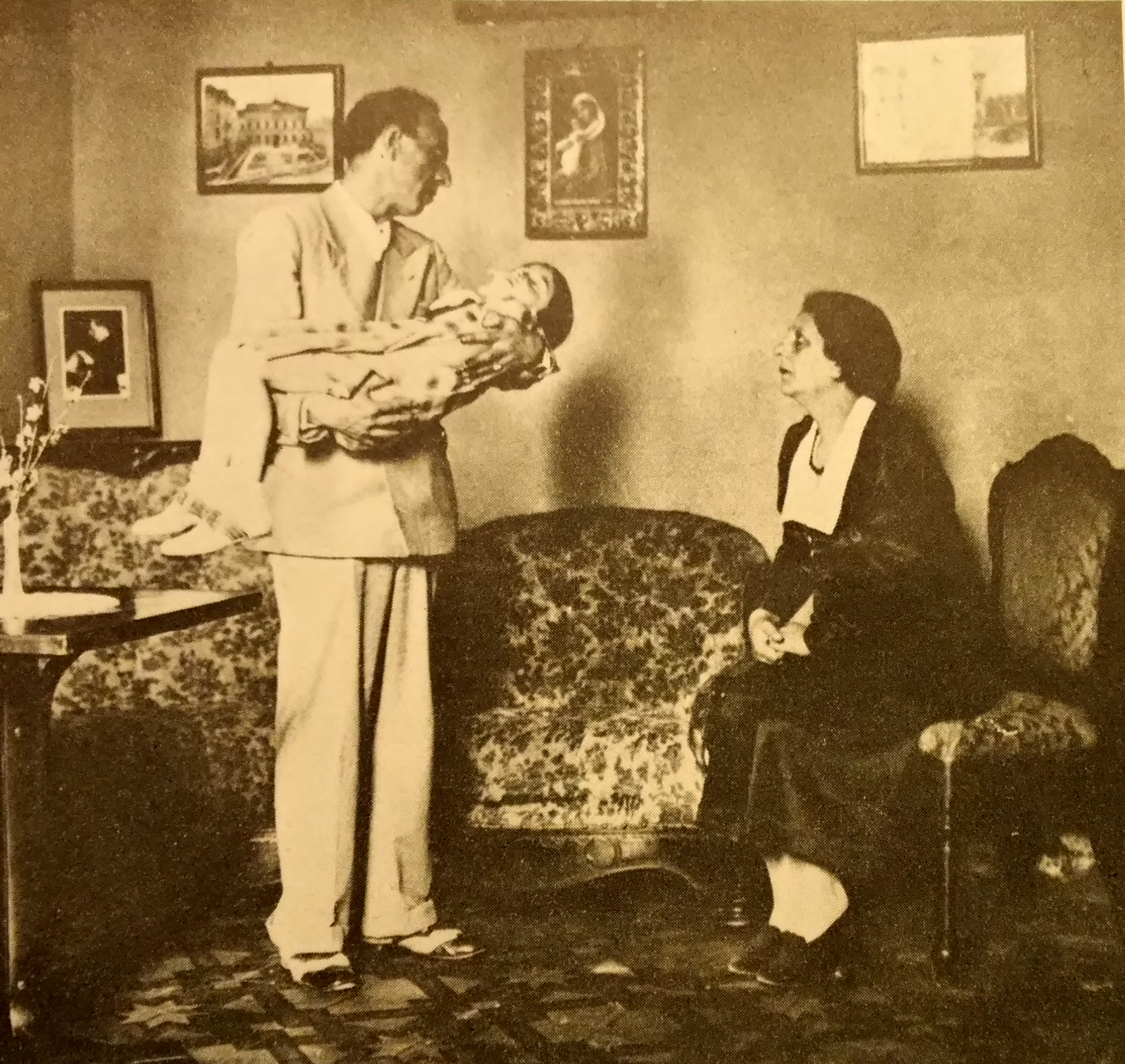
Primo Piovesan con la moglie Carlotta "Ines" Albi in una scena della commedia Maria Dorena, scritta dallo stesso Primo

È nel 1920 che Primo Piovesan intraprende la strada del professionismo teatrale, dapprima con la Serenissima di Bologna (assieme, tra gli altri colleghi, a Gianfranco Giachetti, Albertina e Giuseppina Bianchini, Gino Cavalieri, Arturo Zavertani). Nel 1921 Piovesan e Giachetti si staccano dalla Serenissima e con Augusto Incrocci, Bice Parisi, Cesco Baseggio e la Pasquali formano la nuova compagnia Ars Veneta. Nel 1922 l'Ars Veneta si ingrandisce con nuovi elementi (Luigi Grossoli, Giovanni Casati, Adolfo Mandich, Medea Casali, Maria Tranquilli...) e si trasforma in Compagnia Drammatica Italiana del Teatro Veneto. Inizialmente vengono riproposte commedie di Goldoni e Gallina, poi alcune di Attilio Frescura. La compagnia ha successo in molte regioni del Paese dove, col tempo, anche il nome di Primo Piovesan si farà conoscere non solo come interprete, ma come autore.
Delle tante opere di Primo, ad essere pubblicate dall'editore vicentino Galla sono inizialmente, tra il 1922 e il 1923, monologhi e atti unici.
È nel 1923 che compare la sua prima opera teatrale d'impegno: Santità. La commedia in tre atti, interpretata magistralmente dallo stesso Piovesan e da Giachetti, ottenne repliche e successi nelle più importanti città italiane.
Nel 1924, fatto ritorno a Vicenza, con i nuovi e vecchi amici della Utile Dulci, propone la sua commedia: Giudice. L'opera verrà pubblicata da Galla Editore assieme all'altra commedia di Primo, Il bacio del Signore.
In quegli anni Piovesan è molto prolifico, anche in opere scritte a quattro mani come Comici in campagna, con Vittorio Boni, e El Strolego de Pojana, con Adolfo Giuriato.
Dal 1925 Primo trova nuovo spazio nella filodrammatica. Nel 1928 porta al debutto la Ars et Labor con una delle sue opere di maggior successo: I Magnagati. Nel 1930 compare come direttore della Filodrammatica Dopolavoro Vicenza. Nel frattempo continua a produrre testi ma la filodrammatica dal 1931 in poi proporrà, oltre alle sue, commedie di Carlo Goldoni, Gallina e altri, riempiendo le sale di tutto il Veneto con rappresentazioni replicate quasi ogni sera. Dal 1932 la filodrammatica assume il nome di Stabile Vicentina. Dal 1937 Primo e la moglie Ines compaiono tra i membri della filodrammatica G.Roi di Cavazzale.
La sua attività produttiva si interruppe nel periodo fascista. L'ultima recita, in tale periodo, risale ai primi di settembre del 1943, al Comunale di Recoaro, interprete ne I recini da festa di Riccardo Selvatico.

### Il periodo fascista
Il regime cercava elementi che potessero innalzare e propagandare gli ideali del Duce. Primo Piovesan fu inizialmente considerato uno di questi anche grazie ad articoli apparsi su quotidiani locali che mettevano lui e la moglie Ines in luce per la produzione di "opere di elevazione caldeggiate dal Fascismo". Bisognoso di spazi dove recitare e giornali dover poter scrivere per guadagnare e mantenere la famiglia, accetta inizialmente la tessera del partito. Prosegue quindi la carriera di giornalista per La Vedetta Fascista, quotidiano che aveva soppiantato il già esistente Giornale di Vicenza. Nel 1942 gli viene affidata la guida della sede vicentina de Il Gazzettino. Già indocile da tempo ai dettami fascisti, al Gazzettino Primo si sentì più libero ma, in qualità di direttore, non incontrava le simpatie del regime per la reiterata abitudine di lasciare in ombra le roboanti imprese di Benito Mussolini. Appurati i suoi aiuti a collaboratori ebrei e partigiani, il regime spiccò nei suoi confronti un mandato d'arresto. La moglie Ines e i tre figli furono sfollati presso una famiglia di Marostica e Primo visse l'ultimo anno di guerra nascondendosi fuori Vicenza.
Tornò nella sua città d'adozione nel 1944, già afflitto da un tumore incurabile ai reni e alla vescica. Collaborò ancora per il Gazzettino, ma il 31 luglio 1945 si spense.

## Teatro
- Accidenti ai calli (1932 – commedia)
- Accidenti a quella volta (1931 – commedia – collaborazione Guatelli)
- Amleto (1932 – parodia)
- L'Ape (1938 – commedia)
- L'Appello (1933 – drammatico – collaborazione V.Boni)
- L'Arbitro (1932 – monologo)
- L'Arringa (1927 – scherzo comico)
- L'Arte di recitare (1932 – monologo)
- L'Ascaro (1927 – monologo)
- L'Autore (1932 - monologo)
- Il Bacio del Signore (1924 – commedia)
- Un Buto a l'Ombra (1927 – commedia – collaborazione Raffaldi)
- Calde Lacrime (1927 – commedia)
- California (1927 – commedia drammatica – collaborazione V.Boni)
- Il Capocomico Tromboni (1936 – commedia – rifacimento da opera di Moser e Schonthan)
- Il Cliente d'Oro (1936 – commedia)
- Comici in Campagna (1924 – commedia – collaborazione V.Boni)
- Il Cronista del Foot-Ball (1932 – monologo)
- Do Ciacole col Lustrascarpe (1932 – monologo)
- El Miracolo (1933 – monologo)
- El Strolego de Pojana (1924 – commedia – collaborazione A.Giurato)
- Elisir di Lunga Vita (1926 - commedia)
- Il Giudice (1924 – commedia)
- Le Glandole de la Suocera (1928 – commedia – collaborazione Zulberti)
- Goldoni a Strà (1928 – commedia – collaborazione V.Boni)
- Gran Guignol (1928 – parodia)
- Figlia d'Arte (1932 – monologo)
- Idolo Infranto (1934 – drammatico)
- In Cerca di Matti (1927 – commedia)
- Ingegner de Vecio Stampo (1927 – monologo)
- Un Invito a Pranzo (1927 – monologo)
- Lettera alla Mamma (1932 – monologo)
- Loly (1932 – monologo)
- I Magnagati (1928 – commedia)
- Mammina (1930 – commedia)
- Maria Dorena (1936 – commedia)
- Un Marito Moderno (1932 – monologo)
- Per Decenza e Igiene (1932 – monologo)
- Il Piede dell'Uomo (1932 – monologo)
- Poliglotta (1927 – scherzo comico)
- Primo! Secondo!...Su! (1927 – monologo)
- ?... (1932 – monologo)
- Romeo e Giulietta (1927 – parodia)
- Santità (1923 – commedia)
- Senza Saper Perché (1932 – monologo)
- Signorina de Campo San Stefano (1928 – commedia – collaborazione Zulberti)
- Signori... Si Gira! (1924 – scherzo comico)
- Telemaco e Spaccapetti (1927 – monologo)
- Il Tifoso (1932 – monologo)
- Tonto de Tonti (1932 - racconto)
- Una Terribil Notte (1927 – commedia – collaborazione Bisazza)
- La Vera de Matrimonio (1927 - monologo)
- Veronica e Lussia (1932 – monologo)
- Villa delle Rose (1936 - commedia)
- Voglio Comando e Posso (1924 - commedia)
- Teresina (1940 – monologo)
- La Torre del Drago Nero (1940 - commedia)